# Minutage
Minutage (în franceză planificarea precisă a timpului) este un plan de curs al evenimentelor de dans-mimic întocmit de coregraf, care conține informații detaliate despre caracterul și expresia muzicii necesare în fiecare moment. Acesta servește ca bază pentru compoziția muzicii de balet și reprezintă astfel un fel de acord între coregraf și compozitor. Conține un curs de desfășurare a dansului, împărțit în scene și instrucțiuni despre curgerea timpului, tempo, metru și instrumentație.
Sarcina muzicii de balet este de a transmite momente legate de conținutul și atmosfera unei acțiuni și de a forma o unitate din gestică și dans. Formează partea ritmică pentru dans.